# Брестка крепост
Брестката крепост е разположена в историческия център на град Брест, Беларус.
Намира се на границата с Полша, при вливането на река Мухавец в р. Западен Буг. Част от предните укрепления са на територията на днешна Полша – Люблинско войводство, Бялски окръг (повят), Тересполска община (гмина).

## Описание
Това е най-голямата крепост на Руската империя от XIX век с обща площ 4 квадратни километра и дължина на главната крепостна линия 6,4 км. Нейното изграждане продължава от 1836 до 1842 година. През 1864 – 1888 г. по проект на ген. Е. И. Тотлебен крепостта е модернизирана, обкръжена е с пръстен от фортове с обща обиколка от 32 км.
Включва централно укрепление (цитадела) на остров и защитаващи я 3 укрепления (на 3-те околни бряга): Волинско (на юг-югоизток), Кобринско (на север-североизток), Тересполско (на запад). Цитаделата е разполагала с над 500 казармени и други помещения, разчетени за 12 хиляди бойци.
Намира се на самата граница между Нацистка Германия и СССР, потвърдена с пакта Молотов-Рибентроп за ново разпределение на Полша, подписан седмици преди нахлуването на Вермахта в Полша на 1 септември 1939 година.

## Отбрана, 1941 г.
Крепостта поема първия удар на група армии „Център“ на германската армия на 22 юни 1941 година. Със силен артилерийски огън германските сили правят опити бързо да превземат крепостта, но червеноармейците се сражават, отбивайки атаките.
Германците започват многодневна обсада на крепостта. Силите на Бресткия гарнизон, наброяващи ок. 5000 воини (в 9 батальона – 8 стрелкови и разузнавателен, 2 артилерийски дивизиона и др.), отблъскват атаките на германците с цената на множество жертви, но и нанасят немалко загуби на нацистите.
Въпреки изненадващата атака и многобройното превъзходство в техника и жива сила, откъснати от останалата част на страната и останали без вода, храна и муниции, червеноармейците опитват контраатаки до последната си минута. Въпреки че използват танкове, боен газ и огнехвъргачки, нацистите дълго не успяват да превземат изцяло цитаделата, но я превръщат в руини.
Тогава боят се пренася под земята из тунелите на крепостта, превръщайки се в кръвопролитие за воюващите страни. Крепостта като цяло е превзета за седмица, на 30 юни. Битката обаче приключва окончателно чак към края на юли, когато нацистите са вече на стотици километри навътре в СССР. Дори след вдигането на обсадата воини продължават още месеци да не се предават, оставайки в подземията и задържайки сили на германската армия.
През 1965 година крепостта получава званието „Крепост герой“, еквивалентно на „Град герой“.
- План на крепостта, ок. 1834 г.
- План на крепостта към 22 юни 1941 г. (по Брестката панорама)
- Пощенска марка от 1965 г.
- Брестката крепост